# قائمة العطل الرسمية في إيران
الأعياد والعطل الرسمية في الجمهورية الإسلامية الإيرانية تستعمل في إيران ثلاثة تقاويم رسمية مختلفة تتضمن التقويم الفارسي (الشمسي) وهو التقويم الوطني الرسمي والتقويم الغريغوري للمناسبات العالمية والعطل المسيحية والتقويم القمري للعطل الإسلامية، ويضاف عدد من العطل غير الرسمية كل سنة.
تعتبر إيران الدولة الأكثر في العالم من حيث عدد العطل الرسمية بما يقارب 25 عطلة. وقد تختلف العطل الإيرانية عن موعدها في التقويم العربي.

## بعض العطل على التقويم الفارسي
| التاريخ                                    | المناسبة                                   | الاسم الفارسي      | ملاحظات              |
| ------------------------------------------ | ------------------------------------------ | ------------------ | -------------------- |
| (21 آذار - بالتقويم الفارسي :1-4 فروردين ) | عيد النيروز                                | نوروز              | بداية السنة الفارسية |
| 12 فروردين                                 | يوم الجمهورية الإسلامية في إيران           | روز جمهوری اسلامی  |                      |
| 2 نيسان - 13فروردين                        | يوم النزهة                                 | سیزده بدر          |                      |
| 12 خرداد                                   | ذكرى رحيل الخميني                          | رحلت خمینی         |                      |
| 15 خرداد                                   | تظاهرات 5 يوليو 1963 في إيران              | قیام 15 خرداد      |                      |
| 22 بهمن                                    | ذكرى انتصار الثورة الإسلامية في إيران 1979 | انقلاب بنجاه و هفت |                      |
| 29 إسفند                                   | حركة تأميم صناعة النفط في إيران 1951       | ملی شدن صنعت نفت   |                      |

## أسماء الأشهر في إيران ومدتها
أسماء الأشهر في إيران ومدتها حسب التقويم العربي هي كما يلي
- فروردين (21 آذار - 21 نيسان)
- أُرديبهشت (22 نيسان - 21 أيار)
- خُرداد (22 أيار - 21 حزيران)
- تير (22 حزيران - 22 تموز)
- مُرداد (23 تموز - 22 آب)
- شهريوَر (23 آب - 22 أيلول)
- مِهر (23 أيلول - 22 تشرين الأول)
- آبان (23 تشرين الأول - 21 تشرين الثاني)
- آذر (22 تشرين الثاني - 21 كانون الأول)
- دي (22 كانون الأول - 20 كانون الثاني)
- بَهمَن (21 كانون الثاني - 19 شباط)
- إسفَند (20 شباط - 20 آذار)

## العطل على التقويم الهجري
| التاريخ         | المناسبة                                       |
| --------------- | ---------------------------------------------- |
| 9 محرم          | تاسوعاء                                        |
| 10محرم          | عاشوراء                                        |
| 20 صفر          | الأربعينية                                     |
| 28 صفر          | رحيل الرسول محمد و الإمام الحسن                |
| 29 أو 30 صفر    | استشهاد الإمام الرضا                           |
| 17 ربيع الأول   | ولادة النبي محمد رسول الله والإمام جعفر الصادق |
| 3 جمادى الثانية | استشهاد فاطمة                                  |
| 13 رجب          | ولادة الإمام علي                               |
| 17 رجب          | بعثة الرسول محمد                               |
| 15 شعبان        | ولادة الإمام المهدي                            |
| 21 رمضان        | استشهاد الإمام علي                             |
| 1 شوال          | عيد الفطر                                      |
| 2 شوال          | عيد الفطر                                      |
| 25 شوال         | استشهاد الإمام جعفر                            |
| 10ذو الحجة      | عيد الأضحى                                     |
| 18 ذو الحجة     | عيد الغدير                                     |